# 喬·穆迪
喬·穆迪（英語：Joe Moody；1988年9月18日—）是一位新西蘭橄欖球運動員。他是新西蘭國家橄欖球隊的一員，代表新西蘭參加了2015年世界盃橄欖球賽。